# Grand Prix de Macao de Formule 3 2007
Le Grand Prix de Macao de Formule 3 2007 est la 54e édition de l'épreuve macanaise réservée aux monoplaces de Formule 3. Elle s'est déroulée du 15 au 18 novembre 2007 sur le tracé urbain de Guia.

## Engagés
| Écurie                     | Voiture              | no | Pilotes               |
| -------------------------- | -------------------- | -- | --------------------- |
| Raïkkönen-Robertson Racing | Dallara Mercedes-HWA | 1  | Stephen Jelley        |
| Raïkkönen-Robertson Racing | Dallara Mercedes-HWA | 2  | Sébastien Buemi       |
| Raïkkönen-Robertson Racing | Dallara Mercedes-HWA | 3  | Bruno Senna           |
| Raïkkönen-Robertson Racing | Dallara Mercedes-HWA | 4  | Jonathan Kennard (en) |
| Team Reckless Tom's        | Dallara Toyota-Tom's | 5  | Oliver Jarvis         |
| Team Reckless Tom's        | Dallara Toyota-Tom's | 6  | Kazuya Oshima         |
| ASM F3                     | Dallara Mercedes-HWA | 7  | Romain Grosjean       |
| ASM F3                     | Dallara Mercedes-HWA | 8  | Nico Hülkenberg       |
| ASM F3                     | Dallara Mercedes-HWA | 9  | Kamui Kobayashi       |
| Hitech Racing              | Dallara Mercedes-HWA | 10 | Walter Grubmüller     |
| Hitech Racing              | Dallara Mercedes-HWA | 11 | Marko Asmer           |
| Hitech Racing              | Dallara Mercedes-HWA | 12 | Michael Ho            |
| Carlin Motorsport          | Dallara Mercedes-HWA | 14 | Brendon Hartley       |
| Carlin Motorsport          | Dallara Mercedes-HWA | 15 | Sam Bird              |
| Carlin Motorsport          | Dallara Mercedes-HWA | 16 | Niall Breen           |
| Carlin Motorsport          | Dallara Mercedes-HWA | 17 | Kit Meng Lei          |
| Manor Motorsport           | Dallara Mercedes-HWA | 18 | James Jakes           |
| Manor Motorsport           | Dallara Mercedes-HWA | 19 | Franck Mailleux       |
| Manor Motorsport           | Dallara Mercedes-HWA | 20 | Yelmer Buurman        |
| Manor Motorsport           | Dallara Mercedes-HWA | 21 | Kodai Tsukakoshi      |
| Prema Powerteam            | Dallara Mercedes-HWA | 22 | Roberto Streit (en)   |
| Prema Powerteam            | Dallara Mercedes-HWA | 23 | Renger Van der Zande  |
| Signature-Plus             | Dallara Mercedes-HWA | 24 | Edoardo Mortara       |
| Signature-Plus             | Dallara Mercedes-HWA | 25 | Esteban Guerrieri     |
| Signature-Plus             | Dallara Mercedes-HWA | 26 | Atte Mustonen         |
| HBR Motorsport             | Dallara Mercedes-HWA | 27 | Carlo Van Dam         |
| HBR Motorsport             | Dallara Mercedes-HWA | 28 | Rodolfo Avila         |
| Swiss Racing Team          | Dallara Opel-Spiess  | 29 | Lou Meng Cheong       |
| Swiss Racing Team          | Dallara Opel-Spiess  | 30 | Jo Merszei            |
| Fortec Motorsport          | Dallara Mercedes-HWA | 31 | Takuya Izawa          |

## Grille de départ
La grille de départ a été déterminée par une course qualificative, arrêté au drapeau rouge après 7 tours, remportée par le britannique Oliver Jarvis en 20 min 35 s 911.
| 1re ligne : | 1re ligne : | 1.Oliver Jarvis ( Royaume-Uni)          | 2.Marko Asmer ( Estonie)               |
| 2e ligne :  | 2e ligne :  | 3.Kazuya Oshima ( Japon)                | 4.James Jakes ( Royaume-Uni)           |
| 3e ligne :  | 3e ligne :  | 5.Sam Bird ( Royaume-Uni)               | 6.Yelmer Buurman ( Pays-Bas)           |
| 4e ligne :  | 4e ligne :  | 7.Stephen Jelley ( Royaume-Uni)         | 8.Roberto Streit (en) ( Brésil)        |
| 5e ligne :  | 5e ligne :  | 9.Kodai Tsukakoshi ( Japon)             | 10.Niall Breen ( Irlande)              |
| 6e ligne :  | 6e ligne :  | 11.Jonathan Kennard (en) ( Royaume-Uni) | 12.Brendon Hartley ( Nouvelle-Zélande) |
| 7e ligne :  | 7e ligne :  | 13.Franck Mailleux ( France)            | 14.Atte Mustonen ( Finlande)           |
| 8e ligne :  | 8e ligne :  | 15.Carlo Van Dam ( Pays-Bas)            | 16.Walter Grubmüller ( Autriche)       |
| 9e ligne :  | 9e ligne :  | 17.Rodolfo Avila ( Macao)               | 18.Takuya Izawa ( Japon)               |
| 10e ligne : | 10e ligne : | 19.Jo Merszei ( Macao)                  | 20.Nico Hülkenberg ( Allemagne)        |
| 11e ligne : | 11e ligne : | 21.Romain Grosjean ( France)            | 22.Kit Meng Lei ( Macao)               |
| 12e ligne : | 12e ligne : | 23.Renger Van der Zande ( Pays-Bas)     | 24.Michael Ho ( Macao)                 |
| 13e ligne : | 13e ligne : | 25.Lou Meng Cheong ( Macao)             | 26.Edoardo Mortara ( Italie)           |
| 14e ligne : | 14e ligne : | 27.Sébastien Buemi ( Suisse)            | 28.Kamui Kobayashi ( Japon)            |
| 15e ligne : | 15e ligne : | 29.Esteban Guerrieri ( Argentine)       |                                        |

## Classement
| Pos. | no | Pilote                | Voiture              | Tours | Temps/Abandon   | Gain de place |
| ---- | -- | --------------------- | -------------------- | ----- | --------------- | ------------- |
| 1    | 5  | Oliver Jarvis         | Dallara Toyota-Tom's | 15    | 38 min 29 s 452 | =             |
| 2    | 21 | Kodai Tsukakoshi      | Dallara Mercedes-HWA | 15    | +1 s 767        | +8            |
| 3    | 6  | Kazuya Oshima         | Dallara Toyota-Tom's | 15    | +4 s 390        | +3            |
| 4    | 11 | Marko Asmer           | Dallara Mercedes-HWA | 15    | +5 s 331        | -2            |
| 5    | 22 | Roberto Streit (en)   | Dallara Mercedes-HWA | 15    | +6 s 558        | +3            |
| 6    | 15 | Sam Bird              | Dallara Mercedes-HWA | 15    | +7 s 148        | -1            |
| 7    | 18 | James Jakes           | Dallara Mercedes-HWA | 15    | +9 s 573        | -3            |
| 8    | 7  | Romain Grosjean       | Dallara Mercedes-HWA | 15    | +10 s 176       | +13           |
| 9    | 1  | Stephen Jelley        | Dallara Mercedes-HWA | 15    | +10 s 618       | -2            |
| 10   | 24 | Edoardo Mortara       | Dallara Mercedes-HWA | 15    | +11 s 317       | +16           |
| 11   | 2  | Sébastien Buemi       | Dallara Mercedes-HWA | 15    | +13 s 055       | +16           |
| 12   | 14 | Brendon Hartley       | Dallara Mercedes-HWA | 15    | +13 s 959       | =             |
| 13   | 9  | Kamui Kobayashi       | Dallara Mercedes-HWA | 15    | +16 s 854       | +15           |
| 14   | 27 | Carlo Van Dam         | Dallara Mercedes-HWA | 15    | +17 s 792       | +1            |
| 15   | 25 | Esteban Guerrieri     | Dallara Mercedes-HWA | 15    | +18 s 521       | +14           |
| 16   | 31 | Takuya Izawa          | Dallara Mercedes-HWA | 15    | +20 s 762       | +2            |
| 17   | 23 | Renger Van der Zande  | Dallara Mercedes-HWA | 15    | +24 s 806       | +6            |
| 18   | 10 | Walter Grubmüller     | Dallara Mercedes-HWA | 15    | +26 s 631       | -2            |
| 19   | 28 | Rodolfo Avila         | Dallara Mercedes-HWA | 15    | +45 s 405       | -2            |
| 20   | 29 | Lou Meng Cheong       | Dallara Opel-Spiess  | 15    | +1 min 38 s 470 | +5            |
| 21   | 17 | Kit Meng Lei          | Dallara Mercedes-HWA | 15    | +1 min 47 s 359 | +1            |
| 22   | 30 | Jo Merszei            | Dallara Opel-Spiess  | 15    | +1 min 47 s 797 | -3            |
| 23   | 8  | Nico Hülkenberg       | Dallara Mercedes-HWA | 14    | +1 tour         | +5            |
| 24   | 12 | Michael Ho            | Dallara Mercedes-HWA | 14    | +1 tour         | =             |
| Ab.  | 4  | Jonathan Kennard (en) | Dallara Mercedes-HWA | 11    | Retrait         | -14           |
| Ab.  | 19 | Franck Mailleux       | Dallara Mercedes-HWA | 6     | Retrait         | -13           |
| Ab.  | 26 | Atte Mustonen         | Dallara Mercedes-HWA | 6     | Retrait         | -13           |
| Ab.  | 16 | Niall Breen           | Dallara Mercedes-HWA | 1     | Retrait         | -18           |
| Ab.  | 20 | Yelmer Buurman        | Dallara Mercedes-HWA | 0     | Retrait         | -23           |
| Np.  | 3  | Bruno Senna           | Dallara Mercedes-HWA |       |                 |               |

Légende :
- Ab. = Abandon
- Meilleur tour : Marko Asmer en 2 min 11 s 744 au 6e tour.